# Sofia Costoulas
Sofia Costoulas (Genk, 2 aprile 2005) è una tennista belga.

## Vita personale
Costoulas è nata a Genk da padre di origini greche e congolesi, mentre la madre è di origine belga. Suo padre era un calciatore professionista che ha giocato per la Koninklijke Sint-Truidense Voetbalvereniging, K. Patro Eisden Maasmechelen e Royal Cercle Sportif Visé. Ha iniziato a giocare a tennis all'età di quattro anni. Si è allenata presso il club locale a Genk, la Kim Clijsters Academy e la Justine Henin Academy.

## Carriera

### Juniores
Nel luglio 2021, raggiunge la finale al Torneo di Wimbledon 2021 - Doppio ragazze in coppia con la finlandese Laura Hietaranta, ma vengono sconfitte dalla bielorussa Krystina Dzmitruk e la russa Diana Šnajder. Nel mese di settembre, ha raggiunto il terzo turno agli US Open 2021 - Singolare ragazze.
Nel gennaio 2022, ha vinto il J1 Traralgon Tennis International, sconfiggendo la canadese Kayla Cross in finale. Lo stesso mese, ha raggiunto la finale agli Australian Open 2022 - Singolare ragazze dove è stata sconfitta dalla croata Petra Marčinko. Nell'aprile 2022, ha vinto consecutivamente i titoli J1 a Vrsar e Plovdiv. Il mese seguente, vince anche il JA International HTV Junior Open a Offenbach am Main.

### Professionista
Sofia Costoulas ha vinto 4 titoli in singolare e 3 titoli in doppio nel circuito ITF in carriera. Il 16 giugno 2025 ha raggiunto il best ranking in singolare raggiungendo la 184ª posizione mondiale, mentre il 19 giugno 2023 ha raggiunto la 292ª posizione in doppio.
Fa parte della squadra belga di Fed Cup compiendo il suo debutto nel 2024, dove ha un bilancio complessivo di 3 vittorie e 2 sconfitte.
Compie la sua prima apparizione in un Grande Slam durante le qualificazioni degli Open di Francia 2025, dove viene sconfitta nel secondo turno dalla serba Lola Radivojević al tie-break del terzo set.

## Statistiche ITF

### Singolare

#### Vittorie (4)
| Torneo $100.000 (0) |
| Torneo $80.000 (0)  |
| Torneo $60.000 (1)  |
| Torneo $40.000 (0)  |
| Torneo $25.000 (3)  |
| Torneo $15.000 (0)  |

| N. | Data            | Torneo                                       | Superficie  | Avversaria in finale    | Punteggio |
| 1. | 20 maggio 2023  | Carinthian Ladies Lake´s Trophy, Feld am See | Terra rossa | Lara Salden             | 6-3, 6-1  |
| 2. | 3 dicembre 2023 | Kaeline WTT Pro Series Limassol, Limassol    | Cemento     | Silvia Ambrosio         | 6-1, 6-3  |
| 3. | 9 marzo 2025    | Adeona Helsinki Open, Helsinki               | Cemento (i) | Lily Miyazaki           | 6-3, 7-5  |
| 4. | 20 aprile 2025  | Ladies Open de Calvi, Calvi                  | Cemento     | Tessah Andrianjafitrimo | 7-5, 6-1  |

#### Sconfitte (7)
| Torneo $100.000 (0) |
| Torneo $80.000 (0)  |
| Torneo $60.000 (0)  |
| Torneo $40.000 (1)  |
| Torneo $25.000 (3)  |
| Torneo $15.000 (3)  |

| N. | Data             | Torneo                                    | Superficie  | Avversaria in finale | Punteggio        |
| 1. | 7 febbraio 2021  | Soho Square Egypt, Sharm el-Sheikh        | Cemento     | Magali Kempen        | 3-6, 2-6         |
| 2. | 26 dicembre 2021 | Magic Hotel Tours, Monastir               | Cemento     | Eudice Chong         | 6-3, 4-6, 6(5)-7 |
| 3. | 2 gennaio 2022   | Magic Hotel Tours, Monastir               | Cemento     | Akvilė Paražinskaitė | 5-7, 2-6         |
| 4. | 26 giugno 2022   | The Tennis Project, Gurgaon               | Cemento     | Karman Thandi        | 4-6, 6-2, 1-6    |
| 5. | 26 novembre 2023 | Kaeline WTT Pro Series Limassol, Limassol | Cemento     | Hanne Vandewinkel    | 2-6, 6-4, 4-6    |
| 6. | 2 giugno 2024    | Klagenfurt Women's, Klagenfurt            | Terra rossa | Marie Benoît         | 1-6, 3-6         |
| 7. | 1º giugno 2025   | Krka Open Otocec, Otočec                  | Terra rossa | Amarissa Tóth        | 3-6, 3-6         |

### Doppio

#### Vittorie (3)
| Torneo $100.000 (0) |
| Torneo $80.000 (0)  |
| Torneo $60.000 (0)  |
| Torneo $40.000 (0)  |
| Torneo $25.000 (3)  |
| Torneo $15.000 (0)  |

| N. | Data            | Torneo                                                                 | Superficie  | Compagna            | Avversarie in finale              | Punteggio   |
| 1. | 15 ottobre 2022 | Cal-Comp and CCAU Industry ITF World Tennis Tour, Distretto di Hua Hin | Cemento     | Punnin Kovapitukted | Risa Ushijima Wi Hwi-won          | 6–1, 6–2    |
| 2. | 3 giugno 2023   | ITF Women Troisdorf, Troisdorf                                         | Terra rossa | Lara Salden         | Tilwith Di Girolami Chiara Scholl | 7-6(4), 6-4 |
| 3. | 17 giugno 2023  | Formosa Cup, Tainan                                                    | Terra rossa | Li Yu-yun           | Lee Ya-hsin Lee Ya-hsuan          | 6–4, 6-4    |

#### Sconfitte (8)
| Torneo $100.000 (0) |
| Torneo $80.000 (0)  |
| Torneo $60.000 (1)  |
| Torneo $40.000 (2)  |
| Torneo $25.000 (4)  |
| Torneo $15.000 (1)  |

| N. | Data              | Torneo                                       | Superficie  | Compagna            | Avversarie in finale                 | Punteggio           |
| 1. | 19 febbraio 2022  | Magic Tours, Monastir                        | Cemento     | Clervie Ngounoue    | Krystina Dzmitruk Marija Šolochova   | 6-3, 2-6, [5-10]    |
| 2. | 18 marzo 2023     | Wiphold International, Pretoria              | Cemento     | Dalila Spiteri      | Mai Hontama Alice Tubello            | 3-6, 3-6            |
| 3. | 19 maggio 2023    | Carinthian Ladies Lake´s Trophy, Feld am See | Terra rossa | Kayla Cross         | Denisa Hindová Chiara Scholl         | 6-4, 1-6, [4-10]    |
| 4. | 15 luglio 2023    | Seixal Ladies Open, Corroios                 | Cemento     | Lulu Sun            | Talia Gibson Petra Hule              | 3-6, 6-3, [6-10]    |
| 5. | 16 settembre 2023 | Leiria Women's, Leiria                       | Cemento     | Jenny Dürst         | Francisca Jorge Matilde Jorge        | 5-7, 6(5)-7         |
| 6. | 24 febbraio 2024  | Wiphold International, Pretoria              | Cemento     | Hanne Vandewinkel   | Lina Glushko Gabriela Knutson        | 6(5)-7, 6(4)-7      |
| 7. | 15 marzo 2025     | GlobalPharma Cup, Solarino                   | Sintetico   | Katharina Hobgarski | Viktória Hrunčáková Katarína Kužmová | 7-6(4), 4-6, [5-10] |
| 8. | 5 aprile 2025     | Engie Open Nantes Atlantique, Nantes         | Cemento (i) | Talia Gibson        | Martyna Kubka Lisa Zaar              | 3-6, 2-6            |

## Grand Slam Junior

### Singolare

#### Sconfitte (1)
| Tornei del Grande Slam  |
| ----------------------- |
| Australian Open (1)     |
| Open di Francia (0)     |
| Torneo di Wimbledon (0) |
| US Open (0)             |

| N. | Data            | Torneo                     | Superficie | Avversaria in finale | Punteggio |
| 1. | 29 gennaio 2022 | Australian Open, Melbourne | Cemento    | Petra Marčinko       | 5-7, 1-6  |

### Doppio

#### Sconfitte (1)
| Tornei del Grande Slam  |
| ----------------------- |
| Australian Open (0)     |
| Open di Francia (0)     |
| Torneo di Wimbledon (1) |
| US Open (0)             |

| N. | Data           | Torneo                      | Superficie | Compagna         | Avversario in finale            | Punteggio |
| 1. | 10 luglio 2021 | Torneo di Wimbledon, Londra | Erba       | Laura Hietaranta | Krystina Dzmitruk Diana Šnajder | 1-6, 2-6  |